# Liaison chimique
Pour les articles homonymes, voir Liaison.
Une liaison chimique est une interaction durable entre plusieurs atomes, ions ou molécules, à une distance permettant la stabilisation du système et la formation d'un agrégat ou d'une substance chimique. Les électrons, chargés négativement, gravitent autour d’un noyau constitué de protons chargés positivement. Les deux corps s’attirent du fait de la force électrostatique s’exerçant entre les électrons et les protons. Ainsi, un électron positionné entre deux noyaux sera attiré par les deux corps chargés positivement, et les noyaux seront attirés par l’électron. C'est cette attraction qui constitue la liaison chimique.
Cette notion comprend une très grande diversité de phénomènes façonnant la matière. Ainsi, la liaison chimique peut être covalente (normale ou de coordination), ionique (issue de l’attraction entre deux ions de charges opposées), métallique, banane, (a)polaire, (dé)localisée, (non) directionnelle, faible, forte, simple, double, triple, σ, π, δ, φ, à un électron, à trois centres (avec deux électrons ou quatre électrons), à quatre centres, hydrogène, halogène, π-π, cation-π, anion-π, de van der Waals, etc.. Cette variété pose le double problème de la classification et de la description difficiles et non uniformisées des liaisons chimiques. La notion de liaison chimique, par conséquent, peut difficilement être décrite dans sa globalité et génère de nombreuses préconceptions fausses, notamment chez les élèves.
De nombreux modèles décrivent ces interactions. Par exemple, la liaison chimique entre deux atomes au sein d'une molécule peut être décrite avec le modèle de Lewis ou avec un modèle quantique, comme la théorie des orbitales moléculaires. Dans les deux cas, l'origine de l'interaction est un partage d'électrons entre les deux atomes. La description d'une liaison chimique doit donc préciser le modèle utilisé et l'énergie de la liaison[Quoi ?].
Les liaisons plus faibles sont expliquées, en général, par des polarités entre des molécules. C'est le cas des interactions très faibles comme les forces de London, qui font partie des forces de van der Waals. De telles forces interprètent le maintien dans un état condensé solide ou liquide de composés moléculaires comme le diiode ou les hydrocarbures.
En général, les liaisons les plus fortes sont décrites par un partage ou un transfert d'électrons entre plusieurs atomes. Les atomes composant des molécules, des cristaux, des métaux et des gaz diatomiques sont liés par des liaisons chimiques, qui dictent ainsi les structures et l'ensemble des propriétés de la matière.

## Survol
La liaison chimique explique pourquoi les atomes des molécules ou des cristaux demeurent en contact. Si les liaisons chimiques n'existaient pas (ou quand elles ne sont pas assez solides par rapport à l'énergie de température), les atomes ne resteraient pas au contact et la matière considérée serait à l'état liquide, voire gazeux. Les liaisons chimiques expliquent également les réactions chimiques, qui ne sont autres que des transformations des liaisons chimiques.
Les liaisons chimiques sont décrites de multiples façons. D'une part, chaque type de liaison fait appel à un modèle différent : modèle pour la liaison covalente, modèle pour la liaison métallique, modèle pour la liaison hydrogène, etc. D'autre part, plusieurs modèles décrivent chaque type de liaison, par exemple :
- pour la liaison covalente :
  - modèle de Lewis,
  - modèle des orbitales moléculaires ;
- pour la liaison entre un ligand et un ion métallique dans un complexe :
  - modèle du champ cristallin,
  - modèle de champ des ligands,
  - modèles qui ne sont plus utilisés comme le modèle des liaisons datives.

L'intérêt d'avoir plusieurs modèles pour un même type de liaison relève souvent de l'histoire des sciences. Par exemple, le modèle de Lewis est apparu très tôt (1916) alors que le modèle des orbitales moléculaires (par exemple LCAO-MO, en anglais Linear Combinaison of Atomic Orbitale [pour faire des] Molecular Orbitals) a été introduit plus récemment. Il est bien plus complexe à utiliser mais il fournit de nombreuses informations sur la liaison covalente que ne fournit pas le modèle de Lewis, par exemple il permet de prévoir, par le calcul, l'énergie de la liaison ou la prévision du spectre électronique. Quand de telles informations ne sont pas utiles, le modèle de Lewis suffit et est utilisé bien que moins performant et plus ancien.
Le développement théorique le plus abouti, utilisé pour décrire une liaison chimique, est la théorie des orbitales moléculaires. Celle-ci décrit les atomes par des fonctions appelées « orbitales atomiques » (OA). Des combinaisons linéaires de ces fonctions constituent les orbitales moléculaires (OM) qui décrivent les molécules. Ces orbitales moléculaires peuvent être :
- liantes ; dans ce cas, les électrons de liaison ont la plus grande probabilité de se trouver entre les noyaux qu'ailleurs ; l'orbitale tend alors à maintenir les noyaux ensemble ; ces orbitales sont l'équivalent des liaisons covalentes de la théorie de Lewis ;
- non-liantes : dans ce cas, les électrons ont plus de probabilité de se trouver plus près d'un des noyaux ; ces orbitales sont l'équivalent des doublets non liants de la théorie de Lewis ;
- antiliantes : dans ce cas les électrons ont plus de probabilité de ne pas se trouver entre deux atomes liés ; ces orbitales n'ont pas d'équivalent dans la théorie de Lewis.

La liaison ionique s'interprète différemment. Elle se rencontre dans un cristal et maintient les anions (négatifs) et les cations (positifs) au contact. Des forces électrostatiques maintiennent les ions de signes opposés au contact alors que des forces de même nature entre les ions de même signes tendent à faire « éclater » le cristal. Il se trouve que la somme des forces attractives est plus grande que la somme des forces répulsives ; le cristal peut ainsi exister.
Pour les modèles qui donnent accès à l'énergie des atomes et des molécules, les liaisons se forment (et donc les édifices qu'elles constituent existent) si l'énergie de l'édifice (molécule, cristal) est inférieure à l'énergie des atomes ou des ions pris séparément. Ainsi, l'énergie de la molécule H2 est inférieure à l'énergie de deux atomes H. La molécule H2 existe donc. En revanche, l'énergie de la molécule He2 est supérieure à l'énergie de deux atomes d'hélium pris séparément. Ceci explique que la molécule He2 n'existe pas.

## Histoire
Expliquer comment les atomes sont unis est aussi ancien que la notion d'atome elle-même. Les philosophes et les alchimistes ont évoqué la notion d'atomes crochus (pour qu'ils s'accrochent entre eux), au même titre que l'acidité était expliquée par des atomes piquants et l’alcalinité par la présence d'atomes râpeux.
D'autres interprétations de la liaison chimique, dès le début du XIIe siècle, supposaient que certains types d'espèces chimiques étaient liés par certains types d'affinité chimique. Quelques siècles plus tard, le physicien anglais Isaac Newton posait la question des forces qui assemblent les atomes dans la célèbre « question 31 » de son traité Opticks. Ainsi écrit-il : « Les particules s'attirent les unes les autres par des forces qui, à leur proximité sont fortes et permettent les opérations chimiques. »
Antoine Lavoisier, Claude Louis Berthollet et surtout Pierre-Simon de Laplace ont précisé la notion d'affinité chimique en la basant sur l'existence de forces de même nature que les forces de gravitation (ce en quoi l'avenir ne leur donnera pas raison). Ce sont les découvertes sur l'électricité et les premières électrolyses de Humphry Davy qui permirent d'orienter la réflexion vers des interactions de nature électrique (et non gravitationnelle). Pour Davy, l'affinité entre atomes résultait de charges électriques opposées, ce que généralisa Jöns Jacob Berzelius en 1812. Il fallut attendre plus d'un siècle pour que cette piste se concrétise, mais pas dans la direction envisagée par ses auteurs. En effet, leur théorie ne pouvait expliquer la liaison entre deux atomes identiques comme dans H2, Cl2 ou O2. Ainsi en vint-on à distinguer des composés polaires comme NaCl et des composés non polaires comme CH4, avec toutes sortes de composés intermédiaires mal définis, par exemple HCl.
Au milieu du XIXe siècle, Edward Frankland, F.A. Kekulé, A.S. Couper, A.M. Boutlerov et Hermann Kolbe, construisant la théorie des radicaux, développèrent la théorie des valences, appelée au départ « pouvoir de combiner » dans laquelle les composés étaient liés grâce à l'attraction de pôles positif et négatif.
En 1916, le chimiste Gilbert Lewis développa l'idée de la liaison par mise en commun d'électrons. Cette paire d'électrons constitue un lien chimique représenté par un trait.
Walter Heitler et Fritz London sont les auteurs de la première explication par la mécanique quantique de la liaison chimique, spécialement celle de l'hydrogène moléculaire, en 1927, utilisant la théorie de la liaison de valence. En 1930, la première description quantique de la liaison chimique simple fut développée dans la thèse de doctorat de Edward Teller.
En 1931, le chimiste Linus Pauling publia ce qui est parfois considéré comme le texte le plus important de l'histoire de la chimie : On the Nature of the Chemical Bond. Dans cet article basé sur les travaux de Lewis, Heitler et London, et sur son propre travail, il présente six règles pour la liaison avec électrons partagés ; les trois premières étaient généralement connues :
1. La liaison par partage d'électrons se forme par l'interaction d'un électron célibataire de chacun des deux atomes ;
2. Les spins des deux électrons doivent être opposés ;
3. Une fois accouplés, les deux électrons ne peuvent pas entrer dans une autre liaison.

Ses trois autres règles étaient nouvelles :
1. L'échange d'électrons pour la liaison comprend une seule fonction d'onde pour chaque électron ;
2. Les électrons disponibles dans le niveau d'énergie inférieur forment les liaisons les plus fortes ;
3. De deux orbitales d'un atome, c'est celle qui peut se superposer le plus à l'orbitale d'un autre atome qui formera la liaison la plus forte.

## Calcul de l'énergie de la liaison de la molécule de dihydrogène
(octobre 2023).
Le premier calcul de l'énergie d'une liaison chimique, fondateur de la chimie quantique, est celui de la molécule la plus simple, celle d'hydrogène, par Bohr en 1913.
Il consiste à appliquer le modèle de Bohr de l'atome à une molécule. On fait l'hypothèse que les électrons ont un mouvement circulaire de rayon {\displaystyle r_{0}} autour de l'axe des protons p+p+, supposés immobiles et distants de R. La distance électron-proton e-p+ est {\displaystyle r_{1}}.
En utilisant la formule du modèle de Bohr de l'atome pour l’état fondamental :
{\displaystyle pr_{0}=\hbar }
où p=mv est la quantité de mouvement et {\displaystyle \hbar ={\frac {h}{2\pi }}} la constante de Planck réduite, l'énergie cinétique des électrons s'écrit :
{\displaystyle E_{\text{C}}=2{\frac {p^{2}}{2m_{e}}}={\frac {1}{m_{e}}}\left({\frac {h}{2\pi r_{0}}}\right)^{2}={\frac {h^{2}}{4\pi ^{2}m_{e}\left(r_{1}^{2}-{\frac {R^{2}}{4}}\right)}}}
Le potentiel V est attractif entre électrons et protons et se compose des quatre liaisons électron-proton. Il y a répulsion entre les électrons distants de {\displaystyle 2r_{0}} et les protons distants de R. L'énergie potentielle s'écrit:
{\displaystyle E_{\text{P}}={\frac {e^{2}}{4\pi \epsilon _{0}}}\left(-{\frac {4}{r_{1}}}+{\frac {1}{2r_{0}}}+{\frac {1}{R}}\right)={\frac {e^{2}}{4\pi \epsilon _{0}}}\left(-{\frac {4}{r_{1}}}+{\frac {1}{2{\sqrt {r_{1}^{2}-{\frac {R^{2}}{4}}}}}}+{\frac {1}{R}}\right)}
L'énergie totale est :
{\displaystyle E_{\text{T}}=E_{\text{C}}+E_{\text{P}}={\frac {h^{2}}{4\pi ^{2}m_{e}\left(r_{1}^{2}-{\frac {R^{2}}{4}}\right)}}+{\frac {e^{2}}{4\pi \epsilon _{0}}}\left(-{\frac {4}{r_{1}}}+{\frac {1}{2{\sqrt {r_{1}^{2}-{\frac {R^{2}}{4}}}}}}+{\frac {1}{R}}\right)}
Dans un atome d'hydrogène, l’égalité entre la force électrostatique et la force centrifuge peut s’écrire :
{\displaystyle {\frac {h^{2}}{4\pi ^{2}m_{e}a_{0}^{2}}}={\frac {e^{2}}{4\pi \epsilon _{0}a_{0}}}=2R_{\text{H}}}
où {\displaystyle R_{\text{H}}} = 13,6 eV est la constante de Rydberg, {\displaystyle a_{0}} = 0,53 Å le rayon de Bohr de l'atome d'hydrogène et {\displaystyle \epsilon _{0}} la constante diélectrique.
En retranchant l’énergie de liaison {\displaystyle -2R_{\text{H}}} de deux atomes d’hydrogène isolés, l’énergie totale de la molécule devient :
{\displaystyle E_{\text{T}}=2R_{\text{H}}\left({\frac {1}{x^{2}-{\frac {y^{2}}{4}}}}-{\frac {4}{x}}+{\frac {1}{2{\sqrt {x^{2}-{\frac {y^{2}}{4}}}}}}+{\frac {1}{y}}+1\right)}
où {\displaystyle x=r_{1}/a_{0}} et {\displaystyle y=R/a_{0}}.
Cette équation se résout graphiquement en faisant varier x de telle façon que l'énergie soit minimale. On obtient ainsi x = 1,15 et y = 2,7, ce qui donne les valeurs trouvées par Bohr en 1913 de 2,7 eV pour l’énergie de liaison et de 0,6 Å pour l'écartement des protons. La précision du calcul est certes médiocre puisque les valeurs expérimentales sont respectivement de 4,5 eV et de 0,74 Å. On trouvera des méthodes plus perfectionnées basées sur les orbitales moléculaires.

## Liaisons dans les formules chimiques
| Longueurs de liaisons en pm et énergies de liaisons en kJ/mol. La longueur des liaisons peut être convertie en Å en divisant par 100 (1 Å = 100 pm). Source. |               |                  |
| Liaison | Longueur (pm) | Énergie (kJ/mol) |
| H — Hydrogène |               |                  |
| H–H | 74            | 436              |
| H–C | 109           | 413              |
| H–N | 101           | 391              |
| H–O | 96            | 366              |
| H–F | 92            | 568              |
| H–Cl | 127           | 432              |
| H–Br | 141           | 366              |
| C — Carbone |               |                  |
| C–H | 109           | 413              |
| C–C | 154           | 348              |
| C=C | 134           | 614              |
| C≡C | 120           | 839              |
| C–N | 147           | 308              |
| C–O | 143           | 360              |
| C–F | 135           | 488              |
| C–Cl | 177           | 330              |
| C–Br | 194           | 288              |
| C–I | 214           | 216              |
| C–S | 182           | 272              |
| N — Azote |               |                  |
| N–H | 101           | 391              |
| N–C | 147           | 308              |
| N–N | 145           | 170              |
| N≡N | 110           | 945              |
| O — Oxygène |               |                  |
| O–H | 96            | 366              |
| O–C | 143           | 360              |
| O–O | 148           | 145              |
| O=O | 121           | 498              |
| F, Cl, Br, I — Halogènes |               |                  |
| F–H | 92            | 568              |
| F–F | 142           | 158              |
| F–C | 135           | 488              |
| Cl–H | 127           | 432              |
| Cl–C | 177           | 330              |
| Cl–Cl | 199           | 243              |
| Br–H | 141           | 366              |
| Br–C | 194           | 288              |
| Br–Br | 228           | 193              |
| I–H | 161           | 298              |
| I–C | 214           | 216              |
| I–I | 267           | 151              |
| S — Soufre |               |                  |
| C–S | 182           | 272              |

Comme les atomes, les molécules et leurs orbitales sont tridimensionnels, il est difficile d'utiliser des techniques simples pour les représenter. Dans les formules moléculaires, la liaison chimique (orbitale liante) entre deux atomes est indiquée de différentes manières selon les nécessités.
Parfois, elle est totalement ignorée. Par exemple, en chimie organique, les chimistes sont parfois intéressés par le groupe fonctionnel de la molécule. Ainsi, selon la nécessité, la formule moléculaire de l'éthanol peut être écrite sur le papier :
- selon la configuration ;
- en trois dimensions ;
- en deux dimensions pleines ou en formule développée (indiquant toutes les liaisons sans se soucier des directions tridimensionnelles (forme 3D)). Exemple :  ;
- en deux dimensions comprimées ou en formule semi-développée (les liaisons avec les atomes d'hydrogène sont comprimées : H-C-H donne CH2). Exemple : CH3-CH2-OH ;
- en séparant le groupe fonctionnel du reste de la molécule. Exemple : C2H5OH ;
- ou par constituants atomiques (formule brute). Exemple : C2H6O.

Parfois, même le nuage d'électrons non liant est indiqué (avec les directions en deux dimensions approximative. Par exemple le carbone élémentaire : :.'C.'
Certains chimistes indiquent aussi les orbitales ; par exemple, l'hypothétique anion ethane−4 (\/C=C/\ −4) indiquant la possibilité de formation de liaison.

## Liaisons chimiques fortes
Ces liaisons chimiques sont des forces intramoléculaires qui maintiennent les atomes ensemble dans les molécules et les solides. Ces liaisons peuvent être simples, doubles ou triples c'est-à-dire que le nombre d'électrons participants (ou contenus dans l'orbitale de liaison) est de deux, quatre ou six. Un nombre pair d'électrons est habituel parce que les électrons appariés ont une énergie inférieure. En fait, des théories plus avancées sur les liaisons montrent que les liens ne sont pas toujours provoqués par un nombre entier d'électrons et, ce, dépendant de la distribution de ceux-ci dans chaque atome concerné dans la liaison. Par exemple, les carbones dans le benzène sont liés l'un à l'autre par environ 1,5 liaison et les deux atomes dans l'oxyde nitrique NO sont connectés par environ 2,5 liaisons. Des liaisons quadruples ne sont pas impossibles mais sont très rares.
Le type de liaison dépend de la différence d'électronégativité et de la distribution des orbitales possibles dans les atomes liés. Plus l'électronégativité est importante, plus l'électron est attiré par un atome particulier et plus la liaison a un caractère ionique. Si l'électronégativité est faible, la liaison est covalente.

### Liaison covalente
La liaison covalente est l'interaction entre les atomes d'une molécule. Cette liaison peut être non polarisée, si les atomes ont pratiquement la même électronégativité, ou polarisée si la différence entre leurs électronégativités reste inférieure à 1,7 (valeur conventionnelle). Au-delà de cette valeur, l'interaction est dite ionique. Une liaison covalente (polarisée ou non) peut être simple, double ou triple.
- Dans le modèle de Lewis, ces liaisons sont représentées respectivement par un, deux ou trois traits.
  - Exemple de liaison covalente non polaire : Cl-Cl, C-H, C=C.
  - Exemple de liaison covalente polarisée : H-Cl, C-N, C=O.
- Dans le modèle des orbitales moléculaires, ces liaisons sont décrites par des recouvrements de fonctions appelées « orbitales atomiques » (OA). Ces recouvrements se traduisent mathématiquement par des combinaisons linéaires de ces OA pour former des orbitales moléculaires (OM). Ces dernières sont solutions de l'équation de Schrödinger relative à cette molécule.

Voir les articles Liaison σ et Liaison π pour l'explication CLOA habituelle des liaisons non polaires.

### Liaison covalente coordinative
La liaison covalente coordinative est une liaison spéciale dans laquelle les électrons de liaison proviennent d'un seul des atomes, mais sont approximativement partagés également par les deux dans une orbitale. Cette configuration est différente d'une liaison ionique avec faible différence d'électronégativité.

## Liaisons chimiques délocalisées
Il existe différentes situations pour lesquelles le modèle de Lewis avec mise en commun d'un doublet d'électron n'est pas pertinent. C'est le cas des molécules possédant des électrons délocalisés ou encore le cas de la liaison métallique.

### Formes de résonance
Certaines molécules et certains ions sont mal représentés par une formule de Lewis, et leurs propriétés ne sont pas celles attendues au regard de la formule de Lewis. C'est le cas, en chimie organique, du butadiène CH2=CH-CH=CH2 pour lequel les longueurs de liaisons C-C et C=C ne correspondent pas à ces mêmes liaisons dans l'éthane et dans l'éthylène. C'est aussi le cas, en chimie inorganique, de l'ion sulfate SO42− qui contient deux liaisons S=O et deux liaisons S-O− alors que les quatre liaisons s'avèrent être identiques.
- Dans le modèle de Lewis, il est nécessaire d'écrire plusieurs représentations (appelées « formes de résonances »).
- Le modèle des orbitales moléculaires rend compte de ces phénomènes ; les calculs montrent que les niveaux d'énergie des OM font apparaître des stabilités dues à la résonance ; ils font apparaître une répartition de charges (non entière) ne correspondant pas à celle prévues par le modèle de Lewis.

### Liaison aromatique
Dans le cas de molécules respectant la règle de Hückel (molécule cyclique possédant 4n + 2 électrons délocalisés sur tout le cycle), la structure présente non seulement une stabilité correspondant à l'existence de plusieurs formes de résonance, mais aussi une stabilité supplémentaire appelée « aromaticité ».
C'est le cas du benzène, possédant six électrons délocalisés sur tout le cycle. Il s'agit des six électrons représentés par les trois doubles liaisons du modèle de Lewis. Les six liaisons du cycle ont même longueur alors que la formule de Lewis prévoit que les trois liaisons C-C sont plus longues que les trois liaisons C=C. Historiquement, les chimistes ont pu constater ce phénomène avec les dichlorobenzènes. En considérant la formule de Lewis, il devrait exister deux ortho-dichlorobenzènes (les deux atomes de chlore étant portés soit par une liaison C=C, soit par une liaison C-C) alors qu'expérimentalement, un seul ortho-dichlorobenzène avait été observé.
- Dans le modèle de Lewis, il est préférable de représenter le benzène avec un cercle plutôt qu'avec des liaisons simples et doubles pour constituer le cycle.
- Dans le modèle des OM, le calcul fait apparaître une grande stabilité des OM liantes.

Dans le cas de composé aromatique hétérocyclique et de benzène substitué, les différences d'électronégativité des parties de l'anneau influencent le comportement chimique qui sinon serait équivalent.

### Liaison métallique
Le maintien en contact des atomes au sein d'un métal s'interprète suivant plusieurs modèles.
- Le modèle le plus simple considère que le métal est constitué non pas d'atomes M, mais de cations M+ ayant mis en commun chacun un électron. C'est cette mise en commun, avec une délocalisation sur tout le cristal métallique, qui rend compte de la stabilité du cristal.
- La théorie des bandes utilise la théorie plus élaborée des orbitales atomiques. On peut comprendre cette théorie en considérant :
  - dans un premier temps la molécule Li2 décrite par le recouvrement des orbitales atomiques 2s de chaque lithium. Il se forme ainsi une OM liante et une OM antiliante. Chaque électron 2s se retrouve dans l'OM liante, d'où une stabilité de l'édifice ;
  - dans un second temps, on considère la molécule Li3 où trois OA 2s sont mises en commun. Il se forme trois OM, avec les mêmes conclusions que pour Li2 ;
  - enfin, avec la molécule Lin, n très grand, il se forme n/2 OM liantes et n/2 OM antiliantes. Ces groupes d'OM étant en très grand nombre dans un espace énergétique limité, elles forment une bande d'OM liantes et une bande d'OM antiliantes.

Cette théorie explique non seulement la stabilité du cristal métallique, mais également le pouvoir conducteur électrique du métal, les électrons se déplaçant dans les bandes délocalisées sur tout le cristal.

## Liaisons intermoléculaires
Les liaisons intermoléculaires sont aussi connues sous les noms de liaisons faibles ou de liaisons secondaires.

### Liaison hydrogène
La liaison hydrogène (HB) ou pont hydrogène est une liaison de faible intensité qui relie les molécules. Elle implique un atome d'hydrogène et un atome assez électronégatif (comme l'oxygène par exemple).

### Liaisons ioniques
La liaison ionique est un type d'interaction électrostatique entre des atomes qui ont une  différence d'électronégativité suffisamment importante pour qu'ils soient considérés comme des ions (par exemple la liaison entre Na+ et Cl− au sein d'un cristal ionique). La différence d'électronégativité entre les atomes correspondant est supérieure à 1,7 (cette limite est conventionnelle ; pour cet exemple, χ(Na) = 0,93 et χ(Cl) = 3,16). Cette interaction est considérée comme forte.
La liaison ionique se produit couramment dans les sels métalliques tels que le chlorure de sodium (sel de table). Une caractéristique typique des liaisons ioniques est que les espèces se forment en cristaux ioniques, dans lesquels aucun ion n'est spécifiquement apparié avec un seul autre ion dans une liaison directionnelle spécifique. Au contraire, chaque espèce d'ion est entourée d'ions de charge opposée, et l'espacement entre elle et chacun des ions de charge opposée à proximité est le même pour tous les atomes environnants du même type. Il n'est donc plus possible d'associer un ion à un autre  atome ionisé spécifique à proximité. Il s'agit d'une situation différente de celle des cristaux covalents, où les liaisons covalentes entre des atomes spécifiques sont encore perceptibles à partir des distances plus courtes qui les séparent, mesurées par des techniques telles que la diffraction des rayons X.
Les cristaux ioniques peuvent contenir un mélange d'espèces covalentes et ioniques, comme des sels d'acides complexes tels que le cyanure de sodium, NaCN. La diffraction des rayons X montre que dans NaCN, par exemple, les liaisons entre les cations sodium (Na +) et les anions cyanure (CN −) sont ioniques, sans ion sodium associé à un cyanure particulier. Cependant, les liaisons entre les atomes C et N dans le cyanure sont covalentes, de sorte que chaque carbone est fortement lié à un seul azote, dont il est physiquement beaucoup plus proche qu'il ne l'est des autres carbones ou azotes dans un cristal de cyanure de sodium.
Lorsque de tels cristaux sont fondus dans des liquides, les liaisons ioniques sont rompues en premier car elles ne sont pas directionnelles et permettent aux espèces chargées de se déplacer librement. De même, lorsque de tels sels se dissolvent dans l'eau, les liaisons ioniques sont généralement rompues par l'interaction avec l'eau, mais les liaisons covalentes continuent de tenir. Par exemple, en solution, les ions cyanure, toujours liés ensemble comme des ions CN − simples, se déplacent indépendamment à travers la solution, comme le font les ions sodium Na +. Dans l'eau, les ions chargés se séparent car chacun d'eux est plus fortement attiré par un certain nombre de molécules d'eau que les uns par les autres. L'attraction entre les ions et les molécules d'eau dans de telles solutions est due à un type de liaison chimique faible de type dipôle-dipôle. Dans les composés ioniques fondus, les ions continuent à être attirés les uns vers les autres, mais pas de manière ordonnée ou cristalline.

### Liaison halogène
La liaison halogène (XB) est une liaison de faible intensité qui peut se former entre un atome d'halogène déficient en densité électronique (acide de Lewis) (I > Br > Cl > F) et un autre atome riche en électron (O = N > S) (base de Lewis). On trouve un grand nombre d'exemples de liaisons halogènes dans les systèmes biologiques. Par exemple, l'interaction entre la thyroxine et son récepteur est du type liaison halogène.

### Liaison de van der Waals
La liaison de van der Waals est une interaction de faible intensité entre atomes, molécules, ou une molécule et un cristal. Elle est due aux interactions entre les moments dipolaires électriques des deux atomes mis en jeu. Aucun électron n'est mis en commun entre les deux atomes.

## Électrons dans les liaisons chimiques
Il existe trois types de liaisons chimiques : ce sont les liaisons simples, les liaisons doubles et les liaisons triples. En effet, Le type d'une liaison chimique dépend du nombre d'électrons partagé entre les atomes liés :
- les liaisons simples comportent deux électrons partagés ;
- les liaisons doubles comportent quatre électrons partagés ;
- les liaisons triples comportent six électrons partagés.

Ce nombre d'électrons partagés entre les atomes dépend de la structure électronique de ces atomes et donc, des règles de l'octet et du duet.